# Homicidio negligente
El homicidio culposo, también llamado homicidio negligente o involuntario, es un delito que consiste en causar la muerte a una persona por una acción negligente.
El homicidio negligente es un subtipo del homicidio, que puede causarse por negligencia o por dolo.
Algunos ejemplos son el accidente del vuelo 603 de AeroPerú cerca de Lima (Perú). El accidente fue causado por un trozo de cinta adhesiva que se dejó sobre los puertos estáticos (en la parte inferior del fuselaje) después de limpiar el avión, lo que provocó el accidente. Un empleado había dejado la cinta puesta y fue acusado de homicidio por negligencia. Otras veces, un homicidio intencionado puede negociarse hasta el cargo menor como resolución comprometida de un caso de asesinato, como podría ocurrir en el contexto del disparo deliberado a un individuo desarmado tras un altercado de tráfico.

## Formas de homicidio negligente
Existen diversas formas de homicidio negligente:
- Cuando se realiza una acción de la cual se conoce el posible resultado de muerte y sin embargo se cree poder evitarlo, pero falla y ésta se produce.
- Cuando definitivamente se ignora que la acción que se va a llevar a cabo puede producir la muerte de la persona.

La punibilidad en el segundo caso surge amparada por el deber que toda persona tiene de abstenerse de causar daño a otra, y las acciones carentes de intención y omisiones que conlleven a la muerte, serán susceptibles de juzgarse conforme a las leyes penales.
Esto suele ocurrir cuando se ejercen profesiones relacionadas con el área de la salud (medicina, odontología, etc.) bajo intrusismo, es decir, sin tener la debida titulación, capacitación y acreditación correspondientes.
Por su parte, si un paciente muere a manos de un médico calificado sin que medien circunstancias como mala praxis o negligencia no puede considerarse homicidio culposo.

## Pena
Si bien la pena que se impone al homicidio negligente varía entre los distintos ordenamientos jurídicos, suele ser siempre menor a la que se impone por el delito de homicidio doloso, entendiendo que la antijuridicidad de la acción es menor cuando el resultado se produce sin intención de causar daño.
En algunos casos no hay ni siquiera juicio ni por tanto condena. Tal es el caso de la muerte del infante Alfonso, víctima de su hermano mayor, Juan Carlos (antiguo rey de España).